# Corno (biologia)

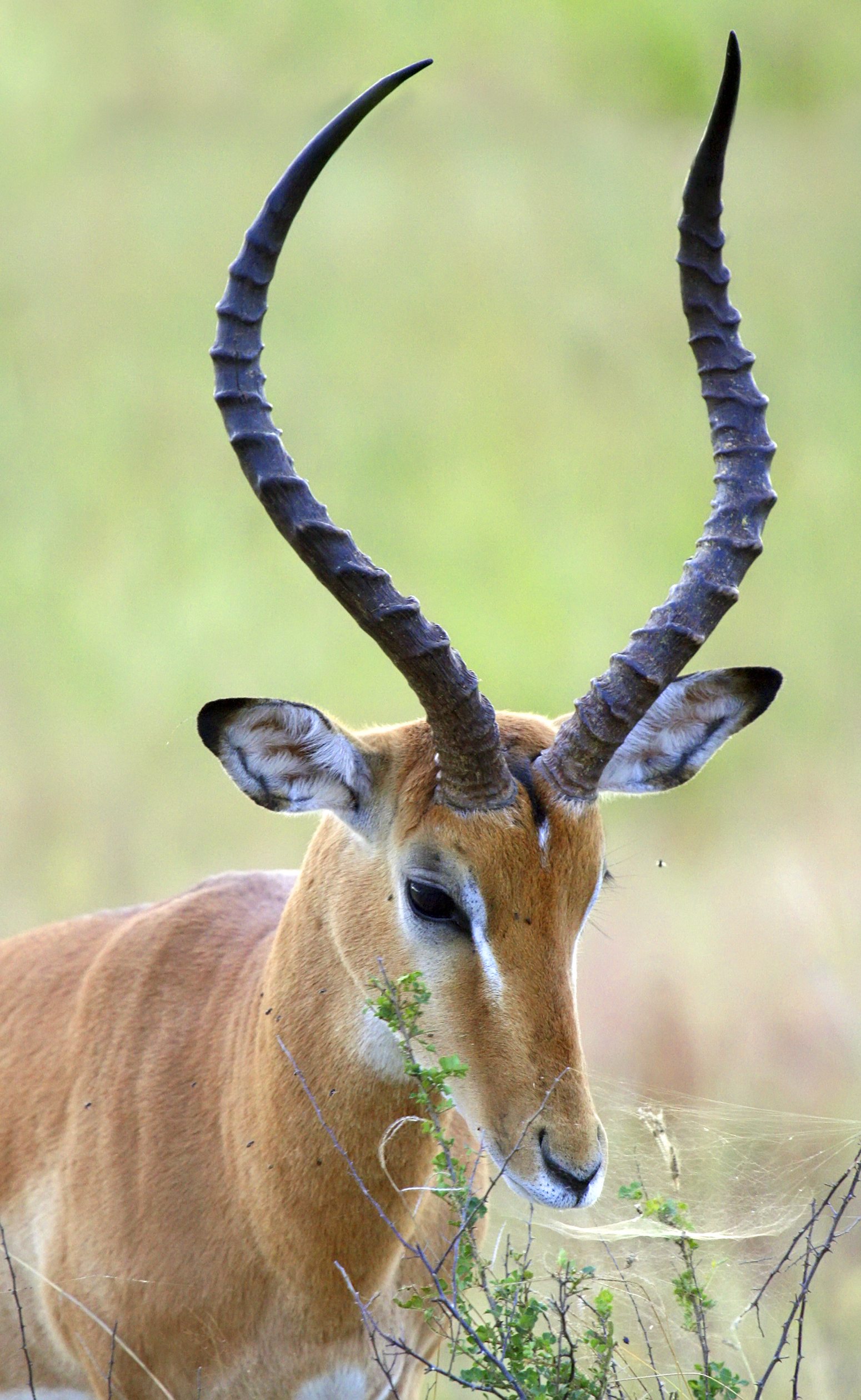
Le corna di un impala maschio

Il corno è un'appendice ossea, o di altro materiale, di cui sono dotati molti animali, che assolve a varie funzioni.
Le specie dotate di corna ne hanno quasi sempre un paio posto sul capo, nella parte frontale. Alcune sono di solido osso, altre, come quelle del rinoceronte, sono fatte di cheratina, la stessa sostanza dei capelli. Nonostante questo, sono robustissime dato che questa cheratina può arrivare ad avere fino al 18% di residui di cisteina e quindi formare numerosi ponti disolfuro. 
In quasi tutti gli animali le corna hanno funzione comunicativa intraspecifica. Le corna sono infatti usate nell'ambito delle lotte che avvengono tra individui della stessa specie per determinare la gerarchia sociale intercorrente tra i due combattenti. Spesso solo gli individui di sesso maschile sono provvisti di corna e queste diventano allora un carattere sessuale, che viene analizzato dalle femmine nel momento in cui scelgono un partner. Le corna possono altresì essere utilizzate a scopo difensivo.
In alcuni animali, come la capra di montagna o il capricorno, le corna sono corte e rivolte in avanti. 
Nei caprini, in particolare negli stambecchi, le corna sono spesso ritorte all'indietro e presentano diversi solchi. 
Nei cervidi le corna possono essere ramificate. Le corna dei cervidi sono dette palchi e le posseggono soltanto i maschi, con l'eccezione della renna (Rangifer tarandus). Fra i Cervidi, le corna più particolari e imponenti sono quelle dell'alce, che sono molto vistose e possono superare il metro di larghezza. 
Fra i bovidi, le gazzelle sono dotate di corna piccole e appuntite, rivolte verso l'alto, mentre i bufali hanno corna grandi e curve. I bovini domestici sono spesso dotati di corna, le cui forme e dimensioni possono variare a seconda della razza. Anche alcuni insetti, come lo Scarabeo rinoceronte, sono dotati di corni.
Fra gli animali preistorici si può ricordare un antenato dei cervidi, il megacero, vissuto nel Pleistocene, che aveva corna la cui apertura superava i 3 metri. All'epoca dei dinosauri i più noti rettili dotati di corna erano i ceratopsidi, fra i quali sono famosi il Triceratops, il Torosaurus, lo Styracosaurus. 

## Galleria d'immagini

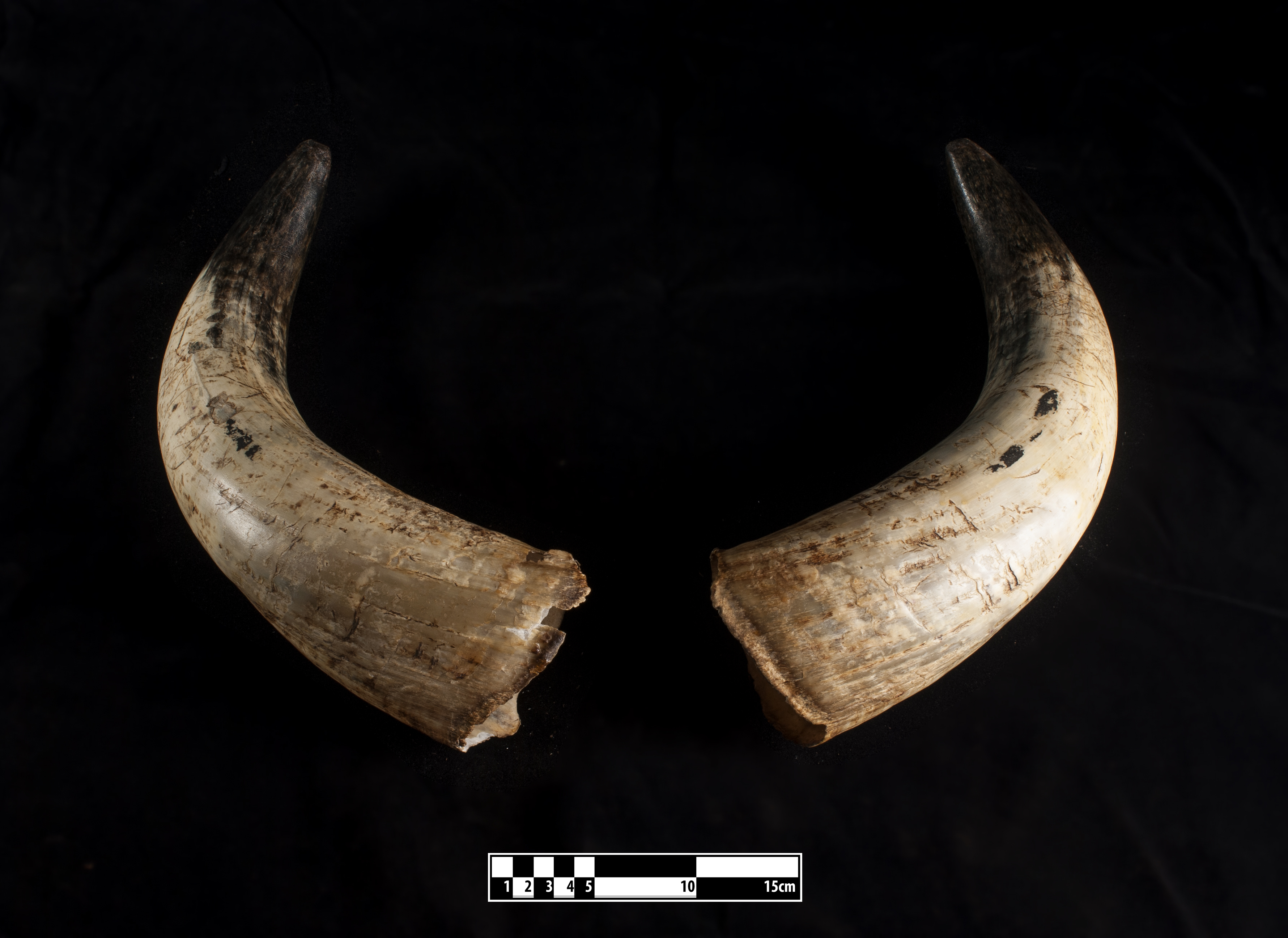
Corno di bufalo d'acqua (Bubalus bubalis).
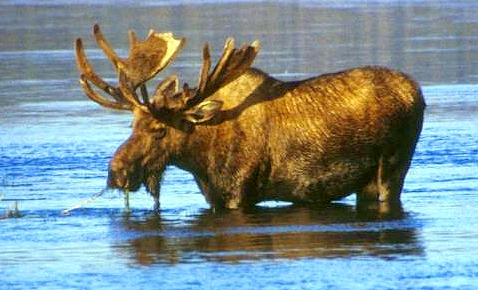
Un alce dotato di palchi
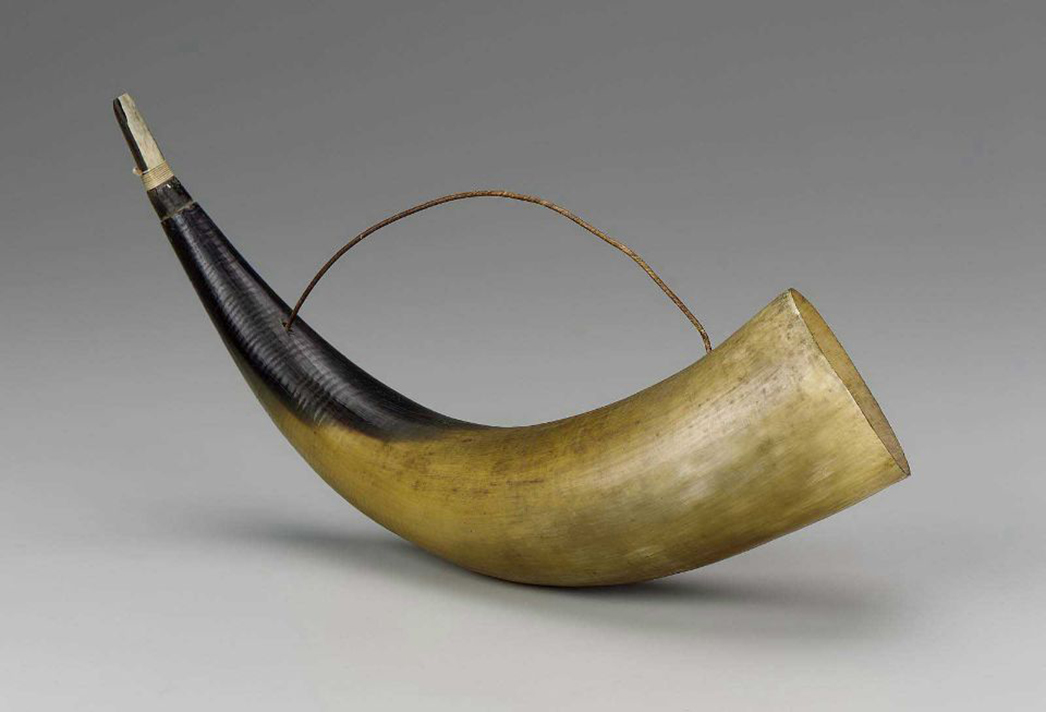
Erkencho, strumento musicale
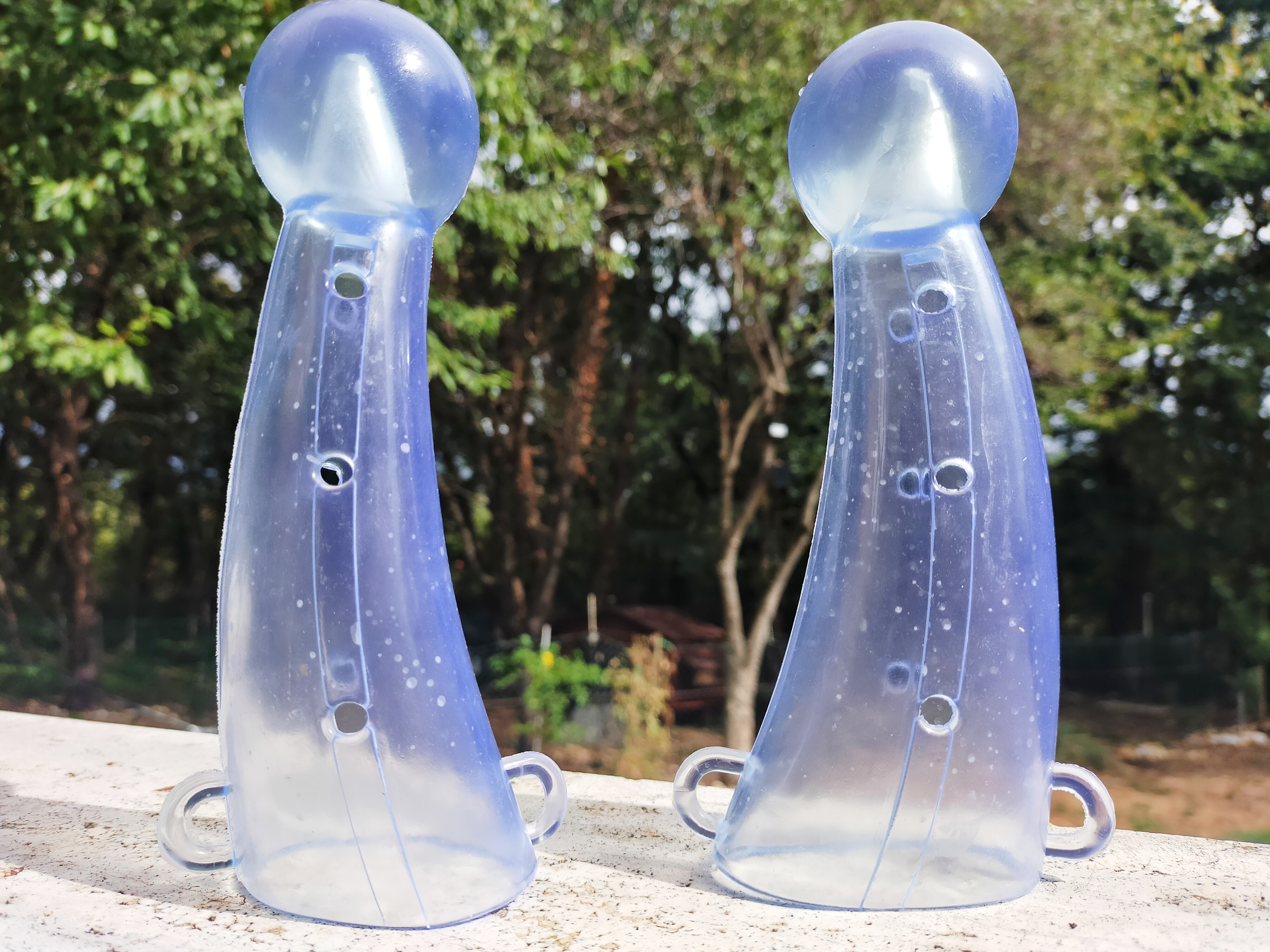
Protezioni in silicone per animali con le corna